# Fanta
La Fanta è una bibita analcolica ed effervescente al gusto di arancia, prodotta dalla The Coca-Cola Company. La Fanta all'arancia, meglio nota come "aranciata Fanta", è la versione più popolare, ma ci sono anche diversi altri gusti di agrumi e frutta, come limone, mela, fragola, ananas, uva e fiori di sambuco. 

## Storia
La bevanda venne ideata in Germania da Max Keith (principale imbottigliatore di Coca-Cola nel Paese) nel 1940 quando, a causa della Seconda guerra mondiale, divenne impossibile accedere allo sciroppo della Coca-Cola. Data la penuria di ingredienti esteri, la Fanta era ottenuta da sottoprodotti della produzione del formaggio (siero di latte) e dalla fibra di mela da sidro. Il nome deriva dal termine tedesco per "immaginazione", Fantasie o Phantasie.
Dopo il 1949, la produzione della bevanda originale cessò.
Nel 1955, a Napoli, nello stabilimento della SNIBEG (Società Napoletana Imbottigliamento Bevande Gassate), grazie all'intervento di Ermelino Matarazzo Di Licosa, fu prodotta per la prima volta la Fanta nella sua formulazione con arance, dando vita al prodotto attuale.
La Coca-Cola nel 1960 ne acquistò il marchio, distribuendola in tutto il mondo.

## Diffusione e tipologie
L'aranciata Fanta è disponibile in oltre 180 paesi. L'aranciata Fanta è più popolare in Europa e in Sudamerica che negli Stati Uniti d'America, e i prodotti sono formulati diversamente, con la versione europea che contiene vero succo d'arancia di agrumi locali (principalmente a causa delle più rigide legislazioni riguardanti la denominazione “aranciata”, che richiede almeno il 20% di succo vero, e delle leggi sugli aromi naturali). In alcune nazioni esiste anche una versione dietetica della Fanta all'arancia.
In termini di volume, il Brasile è il più grande consumatore di Fanta del mondo.
L'aranciata Fanta viene commercializzata nel mondo in oltre 100 gusti; comunque, molti di questi sono disponibili solo localmente in alcune nazioni. Eccone alcuni esempi:
- Amara (Italia, Ucraina)
- Ananas & Mango (Armenia, Georgia)
- Ananas (Finlandia, Giappone, Hong Kong, Mozambico, Stati Uniti d'America)
- Arancia & frutto della passione (Italia)
- Ananas/Banana (Thailandia)
- Arancia Rossa (Italia)
- Arancia Rossa Zero (Finlandia)
- Cassis (Paesi Bassi)
- Cream Soda (Canada, Stati Uniti d'America)
- Exotic (Albania)
- Fragola (Arabia Saudita, Australia, Bahrein, Corea del Sud, Francia, Giappone, Giordania, Iraq, Israele, Kuwait, Malaysia, Oman, Qatar, Romania, Siria, Stati Uniti d'America, Thailandia)
- Fragola & Kiwi (Estonia, Francia, Lettonia, Polonia, Repubblica Ceca, Romania, Russia, Svezia, Ucraina)
- Fruit Twist (Danimarca, Finlandia, Norvegia, Regno Unito, Serbia, Siria, Svezia, Thailandia, Uzbekistan)
- Frutti Rossi (Regno Unito)
- Green Soda (Thailandia)
- Kolita (Costa Rica)
- Kolita Zero (Costa Rica)
- Lampone e Passion Fruit (Regno Unito)
- Latte (Giappone)
- Limone (Arabia Saudita, Austria, Bahrein, Bosnia ed Erzegovina, Cipro, Emirati Arabi Uniti, Estonia, Francia, Giordania, Grecia, Iraq, Israele, Italia, Kazakistan, Kirghizistan, Kuwait, Norvegia, Oman, Polonia, Qatar, Regno Unito, Romania, Siria, Spagna, Svezia, Uzbekistan)
- Limone e fiori di sambuco (Bosnia ed Erzegovina, Italia)
- Limone Zero (Francia, Spagna)
- Mandarino (Finlandia, Messico, Turchia)
- Mango (Angola, Svizzera)
- Mango/Ananas (Regno Unito)
- Mango & Passionfruit (Albania, Regno Unito)
- Maracujà (Angola)
- Mela (Angola, Azerbaigian, Corea del Sud, Egitto, Georgia, Giordania, Hong Kong, Stati Uniti d'America, Tunisia)
- Mela/More (Finlandia, Svezia)
- Melone (Giappone)
- Orange (Albania, Angola, Arabia Saudita, Argentina, Armenia, Australia, Austria, Azerbaigian, Bahamas, Bahrein, Belgio, Belize, Bolivia, Bosnia ed Erzegovina, Brasile, Bulgaria, Canada, Cile, Cipro, Colombia, Corea del Sud, Costa Rica, Croazia, Danimarca, Ecuador, El Salvador, Emirati Arabi Uniti, Estonia, Finlandia, Francia, Georgia, Giappone, Giordania, Grecia, Guatemala, Honduras, Hong Kong, India, Indonesia, Iraq, Israele, Italia, Kazakistan, Kirghizistan, Kuwait, Lettonia, Lituania, Lussemburgo, Malaysia, Messico, Mozambico, Nicaragua, Norvegia, Oman, Paesi Bassi, Pakistan, Panama, Paraguay, Perù, Polonia, Qatar, Regno Unito, Repubblica Ceca, Repubblica Dominicana, Romania, Russia, Serbia, Singapore, Siria, Slovacchia, Slovenia, Spagna, Stati Uniti d'America, Svezia, Svizzera, Thailandia, Trinidad e Tobago, Tunisia, Turchia, Ucraina, Ungheria, Uruguay, Uzbekistan, Venezuela, Vietnam)
- Orange Zero (Belgio, Cipro, Costa Rica, Danimarca, Finlandia, Francia, Grecia, Italia, Lettonia, Norvegia, Regno Unito, Stati Uniti d'America, Svezia, Svizzera)
- Pera (Armenia, Azerbaigian, Georgia, Giappone, Kazakistan)
- Pesca (Giappone, Stati Uniti d'America)
- Pesca & Albicocca (Bosnia ed Erzegovina, Francia, Grecia, Regno Unito, Romania, Repubblica Ceca)
- Pesca & Mango (Italia, Russia)
- Raisin (Canada)
- Senza gas (Grecia, Spagna)
- Shokata (Albania, Austria, Bosnia ed Erzegovina, Croazia, Israele, Italia, Macedonia del Nord, Repubblica Ceca, Romania, Serbia, Slovacchia, Slovenia, Svizzera)
- Trop Trop Ouf (Francia)
- Tropical (Bulgaria, Francia, Tunisia)
- Uva (Canada, Corea del Sud, Costa Rica, Giappone, Hong Kong, Italia, Malaysia, Mozambico, Romania, Singapore, Stati Uniti d'America, Thailandia)
- Uva Zero (Costa Rica)

## Pubblicità
Nel 2004 la Coca-Cola Company ha ri-etichettato i prodotti in precedenza noti come Minute Maid negli Stati Uniti d'America ed ha iniziato una campagna pubblicitaria aggressiva per espandere il mercato statunitense dell'aranciata Fanta, in particolare tra i giovani consumatori.

## Critiche
A febbraio 2012 un'inchiesta condotta da The Ecologist e poi ripresa da The Independent e dal Corriere della Sera accusò la Coca-Cola Company di usare, per produrre la Fanta, arance dalla zona di Rosarno, dove lavorano, per miseri salari generalmente di € 25 al giorno, migranti in condizioni di schiavitù. La multinazionale ha reagito interrompendo i contratti precedentemente stipulati con le aziende calabresi che producono arance e bloccando gli ordini; questo però rappresentava un danno per gli agricoltori della zona. Allora la Coca-Cola Company ha annunciato che le arance di Rosarno non sarebbero sparite del tutto; ciò fu confermato da Mario Catania, che affermò, fra le varie cose: «La multinazionale non lascia Rosarno e i produttori della Piana di Gioia Tauro». Salvatore Gabola, il direttore generale degli affari pubblici per l'Europa della Coca-Cola Company ha detto: «Le notizie [...] erano erronee e riguardavano solo un fornitore»; tuttavia in un articolo di aprile 2012 erano riportate le parole di Pietro Molinaro, secondo cui «la Coca-Cola Company continua ad essere assente e a non dare alcun cenno positivo sulla catena di sfruttamento».
Un articolo del Corriere della Sera di giugno 2016, annovera la Coca-Cola nei primissimi posti fra i distributori di arance e derivati a marchio più trasparente.